# خويفيرة سميكة الساق
خويفيرة سميكة الساق (الاسم العلمي:Koeleria crassipes) هي نوع من النباتات تتبع جنس الخويفيرة من الفصيلة النجيلية. تم وصف هذا النوع من النبات علمياً لأول مرة من قبل جاك لابيارديير سنة 1805.